# Álex Fito
Alejandro Fito Muntaner, que firma como Álex Fito, es un historietista español, nacido en Ciudad de México en 1972.

## Biografía
Alejandro Fito nació en México, D. F., donde su padre estaba destinado como corresponsal de la Agencia Efe, regresando luego a Palma de Mallorca.
Estudia Bellas Artes en la Universidad de Barcelona, donde conoce a José Miguel Álvarez, Ismael Ferrer y Albert Monteys, con los que formará el grupo La Peña y editará la revista "Mondo Lirondo", premiada en el Saló Internacional del Còmic de Barcelona 1994. Su año de servicio social sustitorio lo pasará en Ca’n Gazà, una casa de acogida para marginados dirigida por el escritor y sacerdote Jaume Santandreu.
Ya en solitario, colabora desde 1996 en la revista infantil Tretzevents con series como Frac i Fred, L’Òscar, Galàxia 13, y Els germans Klonski, en la obra colectiva Desembarc a Santa Ponça (Ayuntamiento de Calviá, 1997) con guion de Rafael Vaquer y sobre todo en la revista NSLM (Nosotros somos los muertos) de Inrevés ediciones, dirigida por Max y Pere Joan. Bajo este último sello edita en 1999 Raspa Kids Club, una serie muy influida por la estética del ilustrador Edward Gorey, con la que obtiene el premio al mejor autor revelación en el Saló Internacional del Còmic de Barcelona 2000 y que llegará a contar con tres entregas, tituladándose la última Día de muertos en México.
En 2001, realiza con Francisco Torres Linhart Festes passades, coques menjades para el Ayuntamiento de Llucmajor. En la revista El Víbora, de Ediciones La Cúpula publica entre 2002 y 2003 las series Cristóbal Nazareto, inspirada precisamente en la figura de Jaume Santandreu, y Pequeña Bestia Parda
Participa también en las obras colectivas Història de les Illes Balears en còmic (2006) y Cada dibuixant és una illa (2008).

## Obras
- 1993-1997 Mondo Lirondo (Camaleón Ediciones). Reeditada en un solo tomo por Glénat en 2002.
- La gran aventura de los gemelos Klonsky (Dibbuks, 2005), 46 p.
- Raspa Kids (Glénat, 04/2010).